# Urtinotherium
Urtinotherium (що означає «уртинський звір») — вимерлий рід носорогуватих ссавців. Це була велика тварина, яка була тісно пов’язана з Paraceratherium і знайдена в скелях від пізнього еоцену до раннього олігоцену. Останки вперше були виявлені в регіоні Уртин-Обо (нині Дорбод-Беннер, Уланкаб) у Внутрішній Монголії, на основі чого й походить назва Urtinotherium. Інші екземпляри походять із північного Китаю.

## Опис
Urtinotherium був представником великої родини Paraceratheriidae і майже досягав розмірів Paraceratherium. Він відомий за кількома знахідками в Центральній і Східній Азії, хоча повних скелетів не відомо. Голотип скам'янілості (каталожний номер IVPP V.2769) включає повну нижню щелепу довжиною 71.5 см, що можна порівняти з найменшою відомою у Paraceratherium. Щелепа має клиноподібну форму, дуже низьку висоту, з подовженими гілками. Симфіз був суцільним і тягнувся до початку других премолярів. Зубний ряд щелеп повний, має три передні різці та ікло. Перші два різці виступають вперед з довжиною коронки 4.9 см, за формою схожою на кинджали. Інші різці та ікла мали значно менші коронки. Між кожним зубом є невеликий простір, подібний до його філогенетично примітивних родичів, таких як Juxia. Її задні зуби, які відокремлені від передніх невеликою діастемою, складаються з чотирьох премолярів і трьох молярів. Вони подібні за структурою до Paraceratherium, з маленькими премолярами та більшими молярами. Останні мають низькі коронки (є брахіодонтами) і мали нечисленні складки емалі.